# Rullac-Saint-Cirq

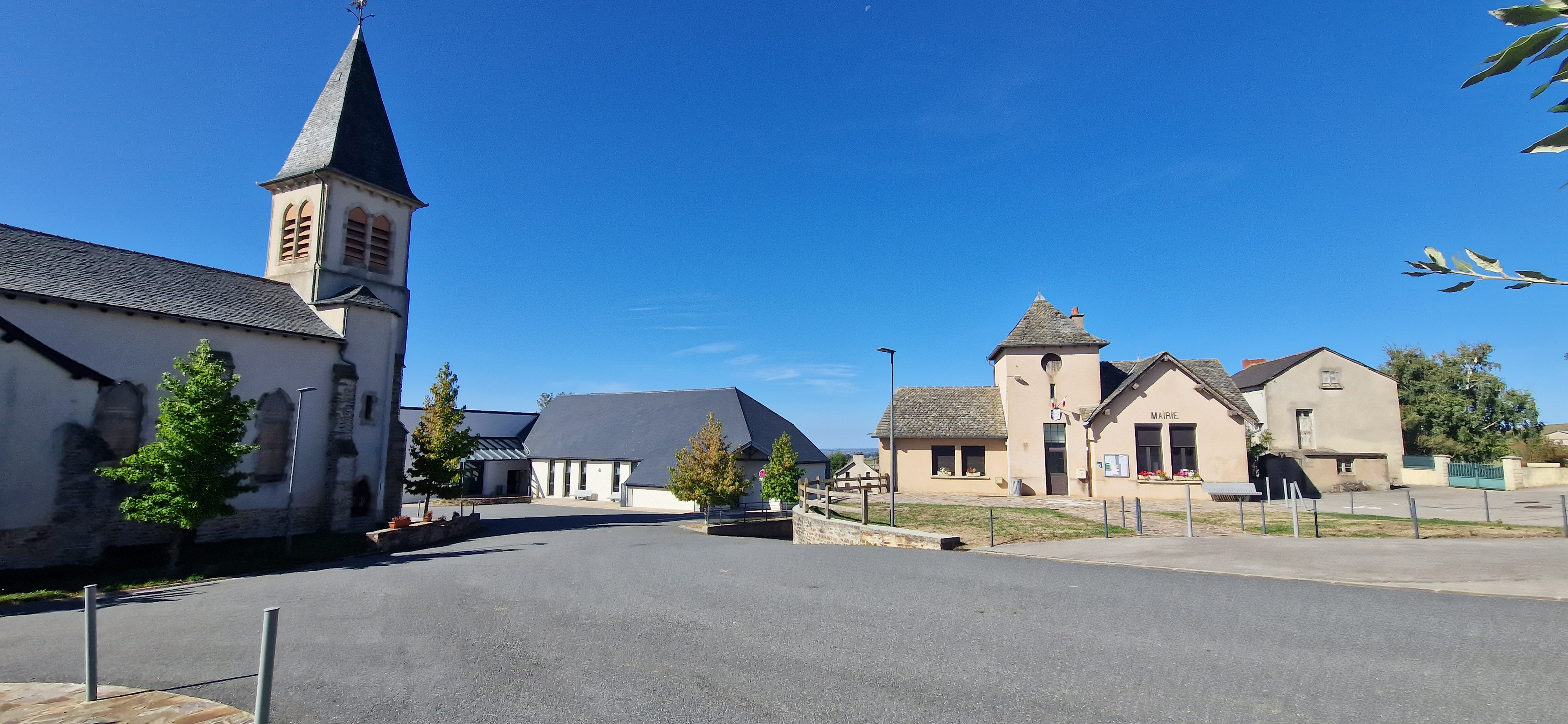
Rullac-Saint-Cirq (2023)

Rullac-Saint-Cirq (okzitanisch Rutlac) ist eine französische Gemeinde mit 342 Einwohnern (Stand 1. Januar 2022) im Département Aveyron in der Region Okzitanien (vor 2016 Midi-Pyrénées). Sie gehört zum Arrondissement Millau (bis 2017 Arrondissement Rodez) und zum Kanton Monts du Réquistanais. Die Einwohner werden Rullaquois genannt.

## Geographie
Rullac-Saint-Cirq liegt rund 36 Kilometer ostnordöstlich von Albi und etwa 28 Kilometer südsüdwestlich von Rodez. Nachbargemeinden sind Centrès im Nordwesten und Norden, Cassagnes-Bégonhès im Nordosten, La Selve im Osten und Südosten, Lédergues im Süden und Südwesten, Saint-Just-sur-Viaur im Südwesten und Westen sowie Meljac im Westen.

## Bevölkerungsentwicklung
| Jahr                       | 1962 | 1968 | 1975 | 1982 | 1990 | 1999 | 2006 | 2019 |
| Einwohner                  | 731  | 692  | 556  | 519  | 508  | 407  | 366  | 345  |
| Quellen: Cassini und INSEE |      |      |      |      |      |      |      |      |

## Sehenswürdigkeiten
- Kirche Saint-Cyr
- Kirche Saint-Laurent
- ehemalige Kapelle im Ortsteil La Serre